# Eupithecia brunneata
Eupithecia brunneata là một loài bướm đêm trong họ Geometridae.